# تپه هیگه
تپه هیگه در شهرستان خرم‌آباد، بخش دوره چگنی، دهستان کشکان، ۳۰۰ متری شمال روستای چرخستانه واقع شده و این اثر در تاریخ ۲۲ اسفند ۱۳۸۵ با شمارهٔ ثبت ۱۸۱۷۷ به‌عنوان یکی از آثار ملی ایران به ثبت رسیده است.